# Districte de Mahe
El districte de Mahe és una divisió administrativa del territori de Puducherry (fins a l'1 d'octubre del 2006 Pondichery o Pondicherry) formada per la ciutat i consell municipal de Mahe. La superfície és de 9 km² i la població el 2001 era 36.823 habitants (4.091 per km²). Està format per tres entitats:
- Mahé o Mahe
- L'enclavament de Kallayi
- Naluthura (amb quatre pobles: Pandakkal, Pallur, Chalakara i Chembra)

A efectes fiscals el formen 5 pobles:
- Mahe
- Chalakkara
- Pandakkal
- Palloor
- Cherukallayi

Mahe o Mahé es troba a la boca del riu Mahe; Naluthura entre el riu Ponniyar al nord i la carretera Kozhikode-Tellicherry al sud; entre els dos hi ha l'enclavament de Kallayi.

## Administradors regionals (1954-1994 i des de 2002) Oficials Executius Regionals (febrer 1994-2002)[1]
- 1 Sri I.K Kumaran, 16 de juliol de 1954 a 31 d'octubre de 1954
- 2 Sri Jejurikkar, 11 de novembre de 1954 a 26 de desembre de 1954
- 3 Sri C.S Sheshadri, I.A.S, 27 de desembre de 1954 a 27 de gener de 1956, IAS
- 4 Sri Achuthan Nair, 28 de gener de 1956 a 1 de juliol de 1957
- 5 Sri G.P Mathur, 2 de juliol de 1957 a 7 de setembre de 1958
- 6 Sri S.Barkatali, 8 de setembre de 1958 a 21 d'agost de 1960, IAS
- 7 Sri C.Raman, 22 d'agost de 1960 a 21 d'octubre de 1960
- 8 Sri Narasing Rao Kallurkar, 9 de novembre de 1960 a 31 de maig de 1967
- 9 Sri P.L Samy, 9 de juny de 1967 a 3 de juny de 1969
- 10 Sri V.Krishnamurthy, 4 de juliol de 1969 a 10 de gener de 1970
- 11 Sri E.Purushothaman, 9 de gener de 1970 a 8 d'agost de 1972
- 12 Sri Prodipto Ghosh, 9 d'agost de 1972 a 7 de juny de 1973, I.A.S
- 13 Sri C.A Balaramasounarin, 15 de juny de 1973 a 20 de juliol de 1973
- 14 Sri S.Malachamy, 21 de juliol de 1973 a 26 de novembre de 1974, I.A.S
- 15 Sri S.Joseph Basil, 27 de novembre de 1974 a 11 de novembre de 1975
- 16 Sri R.Raghuraman, 12 de novembre de 1975 a 30 de juny de 1977
- 17 Sri C.A Balaramasounarin, 1 de juliol de 1977 a 21 d'agost de 1977
- 18 Sri D.S Negi, 22 d'agost de 1977 a 9 de juliol de 1979, I.A.S
- 19 Sri V.Mahendrao, 10 de juliol de 1979 a 14 d'abril de 1980, I.A.S
- 20 Sri K.Ramachandran, 5 de maig de 1980 a 21 de setembre de 1980
- 21 Sri C.Raghavan, 22 de setembre de 1980 a 20 de maig de 1981, I.A.S
- 22 Sri S .Muruga Boopathy, 21 de maig de 1981 a 1 de juliol de 1981
- 23 Sri Uddipta Ray, 2 de juliol de 1981 a 5 de novembre de 1981
- 24 Sri P.Mathavan Pillai, 24 de desembre de 1981 a 8 de setembre de 1982
- 25 Sri K.Ramachandran, 9 de setembre de 1982 a 17 de juny de 1984
- 26 Sri A.P Padmanabhan, 18 de juny de 1984 a 11 de desembre de 1988
- 27 Sri K.M Purushothaman, 12 de desembre de 1988 a 22 d'abril de 1991
- 28 Sri S.M Khannaji, 22 de març de 1991 a 5 de març de 1992
- 29 Sri G. Ragesh Chandra, 6 de març de 1992 a 6 de febrer de 1994
- 30 Sri G.Ragesh Chandra, 7 de febrer de 1994 a 28 de juny de 1994
- 31 Sri C.P Jayarajan, 11 de juliol de 1994 a 14 de juny de 1995
- 32 Sri Dr S.Sundravadivelu, 15 de juny de 1995 a 21 de gener de 1997
- 33 Sri C.Kannappan, 22 de gener de 1997 a 11 de setembre de 1998
- 34 Sri A.Anbarasu, 12 de setembre de 1998 a 28 de novembre de 1999
- 35 Sri L.Kumar, 29 de novembre de 1999 a 30 de juny de 2000
- 36 Sri K.Manjunathan, 1 de juliol de 2000 a 10 d'abril de 2002
- 37 Sri K.Manjunathan, 11 d'abril de 2002 a 31 de maig de 2002
- 38 Sri A.Kullan, 1 de juny de 2002 a 26 de juliol de 2004
- 39 Sri Krishna Kumar Singh, 26 de juliol de 2004 a 10 d'agost de 2006
- 40 Sri M.V.V. Sathyanarayana, 14 d'agost de 2006 a 31 de maig de 2007
- 41 Sri. K.Suryanarayanamurthy, 11 de juny de 2007 a 11 de febrer de 2009
- 42 Sri. E. Vallavan, 11 de febrer de 2009

## Nota
1. ↑  IAS vol dir que fou nomenat per l'Indian Administrative Service